# Maurice Grammont
Maurice Grammont est un linguiste (comparatiste, indo-européaniste), phonéticien, dialectologue français, né le 15 avril 1866 à Damprichard (Doubs), mort le 17 octobre 1946 à Montpellier.

## Biographie
Maurice Grammont suit des études d'indo-européen à Fribourg-en-Brisgau et à Berlin, ainsi que des études de linguistique à Paris auprès de Michel Bréal, Arsène Darmesteter, Jules Gilliéron, Gaston Paris, Ferdinand de Saussure. Il est également élève de l’Abbé Rousselot en phonétique.
En 1892, il est nommé à la faculté des lettres de Dijon, où il enseigne la linguistique, le lituanien et le gotique. Il occupe ensuite la chaire de grammaire et philologie de la faculté des Lettres de Montpellier, de 1895 à sa retraite académique, en 1939. Il fonde en 1904-1905 le Laboratoire de phonétique expérimentale de l'université de Montpellier et est nommé directeur de la Revue des langues romanes.

## Publications
- La Dissimilation consonantique dans les langues indo-européennes et dans les langues romanes, Dijon, 1895.
- Le patois de la Franche-Montagne et en particulier de Damprichard (Franche-Comté), Bouillon, 1901 (290 p.; .
- « Réflexions sur les lois phonétiques » in Mélanges linguistiques offerts à M. Antoine Meillet, Paris, C. Klincksieck, 1902, 115-131.
- « La simplification de l'ortografe française », Revue des langues romanes, 1906, p. 537-545 lire en ligne sur Gallica
- Petit traité de versification française, Armand Colin, 1911.
- La prononciation française et comment se prononce le français, 1913.
- Le vers français ses moyens d'expression, son harmonie, 1913. 3e édition revue et augmentée, Paris, Édouard Champion, 1923. Prix Saintour de l’Académie française en 1914
- La prononciation française, Delagrave, 1926.
- Traité pratique de prononciation française, Delagrave, 1914.
- Traité de phonétique, Delagrave, 1933 (8e édition de 1965, en ligne, sur le site du CTLF avec autorisation de l'éditeur).
- Phonétique du grec ancien, IAC, 1948.
- Essai de psychologie linguistique, style et poésie, Delagrave, 1950.

## Proposition de simplification de l’orthographe française
Maurice Grammont a proposé de simplifier l’orthographe du français. Sa proposition a été appliquée par un de ses collègues, le linguiste Jules Ronjat, qui résume la réforme ainsi :
« Pour le français je pratique deux simplifications recommandées par M. Grammont (RLR 1906, p 537-545): i au lieu de y ne valant pas deux i (noyer, mais sistème) ; suppression de h en tête de syllabe (omme, caoter, aüri) et après r et t (Rône, arres, téâtre), f au lieu de ph (fonème), ch conservé uniquement pour [š] (arche mais arkéologie). » — Jules RONJAT, 1930-1941, Grammaire istorique des parlers provençaux modernes, Montpellier : Société des langues romanes, tome I, §41, page 75.

## Distinctions
- Chevalier de la Légion d'honneur, par décret du 20 février 1922[1]
- Officier de la Légion d'honneur, par décret du 21 janvier 1936[2]